# Miniopterus minor
Miniopterus minor is een zoogdier uit de familie van de gladneuzen (Vespertilionidae). De wetenschappelijke naam van de soort werd voor het eerst geldig gepubliceerd door Peters in 1866.
Het is niet zeker of het daadwerkelijk één enkele soort is, waarschijnlijk is Miniopterus minor een complex van morfologisch verwante soorten. Omdat er zo weinig bekend is over de exacte taxonomie, voorkomen en bedreigingen staat de soort als 'Data Deficient' op de lijst van de IUCN.

## Voorkomen
Over het exacte verspreidingsgebied van deze vleermuis is niet veel bekend, maar er zijn waarnemingen gerapporteerd uit Angola, Congo-Brazzaville, Congo-Kinshasa, Kenia, Sao Tomé en Principe en Tanzania.